# Jam
"Jam" је сингл америчког извођача Мајкла Џексона који је издат 1991.. Сингл је са албума   Dangerous. Реиздат је 2006. као део колекције спотова поменутог певача. Реп део песме изводи Хеви Ди. У споту песме се појављује кошаркашка легенда Мајкл Џордан. Сама песма је употребљавана при изради спота о тиму Чикаго Булс. Такође песма је обично била прва коју је Џексон изводио на концертима током деведесетих.

## Спот
Спот песме је снимљен у затвореној хали где Џордан учи Џексона пар кошаркашких техника као и обрнуто, касније Џексон учи Џордана да плеше. У споту су видљиви специјални ефекти када Џексон погађа кош са трибина и када не гледајући петом погађа тројку. Постоји и дужа верзија где Џексон учи Џордана комликоване физичке технике, попут мунвока.

## Позиције на листама
| Чарт (1992)                | највиша позиција |
| -------------------------- | ---------------- |
| САД                        | 26               |
| САД - листа хип-хоп песама | 3                |
| САД- листа денс песама     | 4                |
| САД- топ 40                | 11               |
| Велика Британија           | 12               |
| Италија                    | 11               |
| Француска                  | 8                |
| Аустралија                 | 11               |
| Немачка                    | 18               |
| Швајцарска                 | 22               |
| Аустрија                   | 28               |
| Шведска                    | 30               |